# Tardinghen
Tardinghen là một xã ở tại tỉnh Pas-de-Calais trong vùng Hauts-de-France của Pháp.

## Địa lý
Tardinghen có cự ly khoảng 12 dặm (19 km) về phía bắc Boulogne, tại giao lộ của các tuyến đường D249 và D940, bên Cape Gris-Nez. 

## Dân số
| 1962                                                         | 1968 | 1975 | 1982 | 1990 | 1999 | 2006 |
| ------------------------------------------------------------ | ---- | ---- | ---- | ---- | ---- | ---- |
| 134                                                          | 145  | 133  | 127  | 117  | 127  | 167  |
| Số liệu điều tra dân số từ năm 1962: Dân số không tính trùng |      |      |      |      |      |      |

## Địa điểm nổi bật
- Nhà thờ St. Martin, thế kỷ 18.
- Vestiges of the Atlantic Wall.